# Believe Me
Believe Me es una película independiente del 2014, dirigida por Will Bakke, coescrita con Michael B. Allen y producida por Alex Carroll. La película es protagonizada por Alex Russell, Zachary Knighton, Johanna Braddy, Miles Fisher, Sinqua Walls, Max Adler, with Nick Offerman, y Christopher McDonald.

## Argumento
Inteligente, guapo y encantador, no hay nadie que pueda decirle que no a Sam, estudiante de último año de la universidad. Pero cuando una factura de matrícula sorpresa de miles de dólares le deja en la ruina, Sam se ve obligado a salir de su zona de confort. Así convence a sus tres compañeros de habitación de que pueden hacer buen dinero, aprovechándose de la credulidad de la gente que va a la iglesia. Con ese propósito, los chicos inician una falsa recolección de caridad, y para ello comienzan a hacer campaña por todo el país, recaudando fondos para una causa tan falsa como su mensaje. Pero cuando Callie, la dulce gerente de la gira y objeto de los afectos de Sam descubre su artimaña, es el momento de que Sam decida cómo va a seguir esta búsqueda de dinero fácil.

## Elenco
- Alex Russell como Sam.
- Zachary Knighton como Gabriel.
- Johanna Braddy como Callie.
- Miles Fisher como Pierce.
- Sinqua Walls como Tyler.
- Max Adler como Baker.
- Nick Offerman como Sean.
- Christopher McDonald como Ken.
- Lecrae[2] como Dr. Darnall Malmquist.

## Producción
Riot Studios, productores de One Nation Under God y Beware of Christians, hicieron su primera película. La película es dirigida por Will Bakke, coescrita con Michael B. Allen y producida por Alex Carroll. 
Se estrenó el 26 de septiembre de 2014.

### Filmación
Empezó el 5 de agosto de 2013 en Austin, Texas, y se completó en 20 días.